# Ernst Bertram (Widerstandskämpfer)
Ernst Bertram (* 24. März 1909 in Solingen; † 29. Oktober 1938 in Brandenburg an der Havel) war ein deutscher KPD-Funktionär und Widerstandskämpfer gegen den Nationalsozialismus.

## Leben

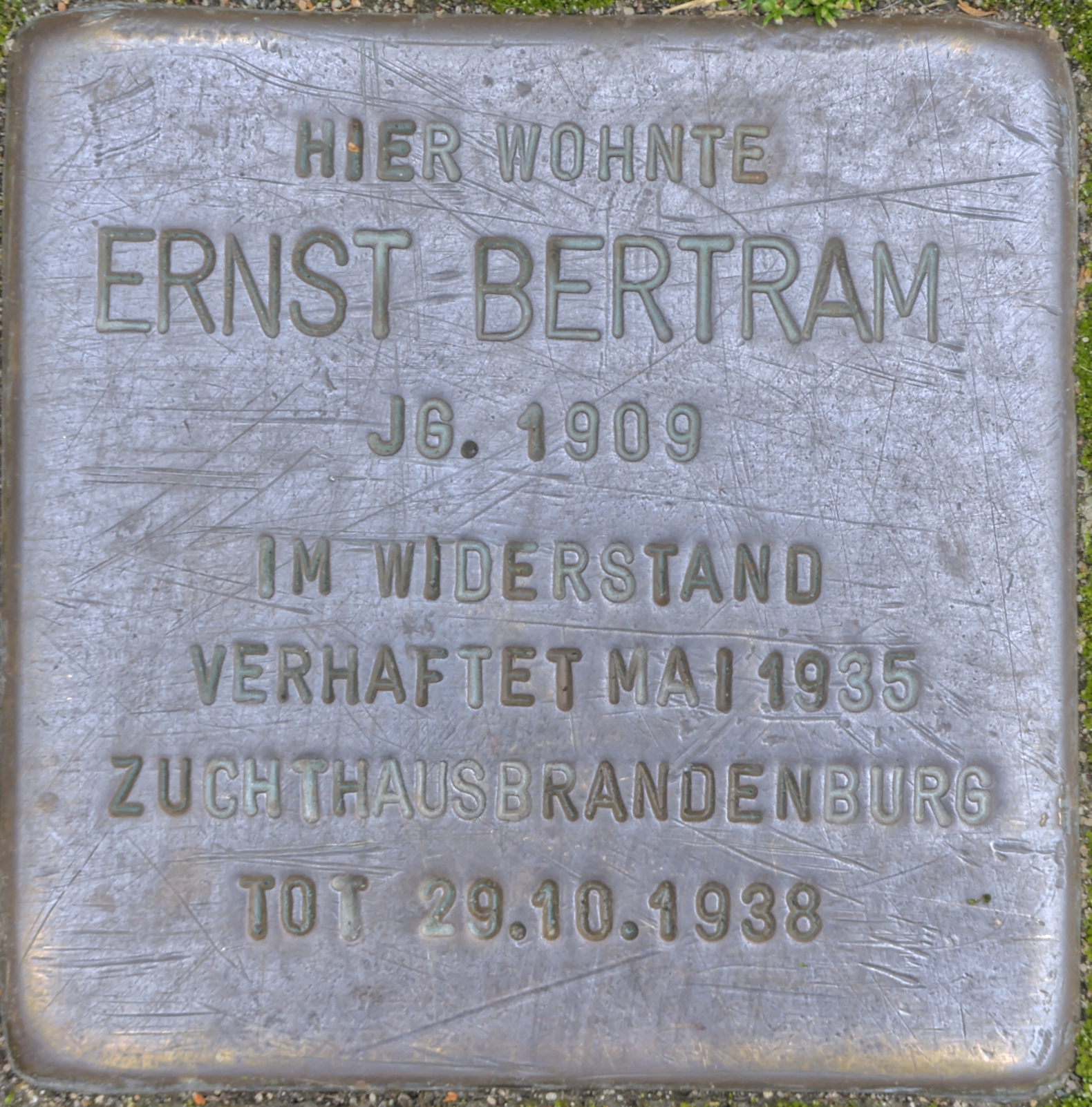
Stolperstein Ernst Bertram, Altenhofer Straße 76, Solingen

Der kaufmännische Angestellte Ernst Bertram erhielt über die Naturfreunde Kontakt zum Kommunistischen Jugendverband Deutschlands (KJVD). Im Februar 1929 wurde er Leiter der KJVD-Bezirksleitung Niederrhein. Auf dem XI. Verbandskongress des KJVD im September 1929 wurde er in das ZK des KJVD gewählt, ab Juli 1930 gehörte er der engeren Reichsleitung des KJVD an und war Redakteur der Zeitung Junge Garde in Berlin. 1931/1932 delegierte ihn das ZK des KJVD zu Studienzwecken nach Moskau, bis Juli 1932 war er dort Sekretär der Delegation des KJVD beim Exekutivkomitee der Kommunistischen Jugendinternationalen. Nach seiner Rückkehr aus der Sowjetunion arbeitete Bertram zunächst als Funktionär des KJVD in Erfurt, anschließend wurde er von der KPD-Bezirksleitung Düsseldorf in Leverkusen eingesetzt.
Am Folgetag des Reichstagsbrandes (28. Februar 1933) wurde Bertram in Leverkusen verhaftet, in „Schutzhaft“ genommen und bis zum 23. Dezember desselben Jahres im Zuchthaus Lüttringhausen sowie im KZ Börgermoor inhaftiert. Im März 1934 setzte ihn die Bezirksleitung der nunmehr illegalen KPD als Politischen Leiter des Unterbezirks Hagen ein, wo er bis Mai 1934 unter dem Decknamen „Karl“ tätig blieb. Nach mehreren Verhaftungen in Hagen wechselte Bertram als Instrukteur der Bezirksleitung zum Unterbezirk Wuppertal, um dort zusammen mit dem Solinger Wilhelm Reeks die Parteiorganisation neu aufzubauen.
Aufgrund der starken Verankerung der Kommunisten in den bergischen Industriebetrieben hatte Bertram zunächst großen Erfolg und es gelang ihm in verschiedenen Betrieben, illegale Gewerkschaftsgruppen zu organisieren. Anfang Januar 1935 erhielt die Gestapo jedoch Einblicke in die illegalen Aktivitäten der KPD in Wuppertal. In der Folge kam es zu einer großen Zahl an Verhaftungen, nach Angaben der Gestapo wurden allein in Wuppertal bis November 1935 mehr als 1.300 Menschen festgenommen. Bertram entzog sich der Verhaftungswelle durch Übernahme der politischen Leitung des KPD-Bezirks Bielefeld.
Im Mai 1935 führte ein Zufall zu seiner Festnahme: ein Gestapobeamter erkannte ihn im Schnellzug Berlin-Düsseldorf. Am 22. November 1935 wurde Bertram in Wuppertal als Hauptangeklagter im „Wuppertaler Gewerkschaftsprozesse“ vom Ersten Senat des Volksgerichtshofes wegen „Hochverrats“ zu 15 Jahren Haft verurteilt.
Der lungenkranke Bertram wurde in das Zuchthaus Münster verbracht, wo er in der staubigen Mattenflechterei arbeiten musste. Später wurde er ins Zuchthaus Brandenburg-Görden überführt, dort starb er am 29. Oktober 1938 an einer Lungentuberkulose.
Seit April 2007 erinnert ein Stolperstein an der Altenhofer Straße 76 in Solingen an ihn.